# Культурный центр Филиппин
Культурный центр Филиппин (КЦФ; филипп. Sentrong Pangkultura ng Pilipinas, англ. Cultural Center of the Philippines, CCP) — государственная корпорация, созданная в 1966 году для сохранения и развития искусства и культуры на Филиппинах; располагает масштабным комплексом зданий на территории в 62 га, расположенным в городах Пасай (Pasay) и Манила; штаб-квартира находится в здании театра «Tanghalang Pambansa»; в сферу деятельности центра входят архитектура, киноискусство, хореография, литература, музыка, театр и изобразительное искусство (включая видео-арт); с 1986 года информационно-пропагандистская программа центра постепенно заменяется образовательной.

## История и описание

### История создания
До начала XX века художественные мероприятия на Филиппинах проводились, в основном, на различных площадках по всей стране: так в Маниле «Большой оперный театр», построенный в середине XIX века, служил основным местом для проведения театральных постановок, опер и других художественных событий. В 1961 году Филиппино-Американский культурный фонд начал сбор средств для нового театра: здание, спроектированное Леандро Локсиным (1928—1994), должно было быть построено на участке площадью 10 гектаров в «Quezon City». Однако, в 1965 году Имельда Маркос на митинге в городе Себу, посвященном выдвижению своего мужа на президентский пост, выразила желание построить в стране национальный театр; когда президент Маркос занял свой пост, 12 марта 1966 года своим указом № 20 он начал работы по строительству театра. Имельда убедила Филиппино-американский фонд изменить свои планы: переместить здание и расширить масштаб сооружения. Для постройки Культурного центра Филиппин был создан совет, который избрал Имельду Маркос своим председателем.
Значительная часть средств на центр поступила из фонда, созданного Конгрессом США для компенсации «военного ущерба для образования» страны — театр получит из него 3,5 миллиона долларов США. Дабы покрыть остальную часть расходов на строительство, Имельда Маркос обратилась к известным семьям и предприятиям Филиппин: так ковры, драпировки, мрамор, произведения искусства — и даже цемент — были пожертвованы фонду. После того как стоимость проекта значительно возросла, Имельда и совет взяли кредит в размере 7 миллионов долларов США у Национальной корпорации развития — использования государственных средств для центра вызвало резкую критику со стороны «левых» сил страны. 8 сентября 1969 года, за три дня до 52-летия президента, основное здание «Театра исполнительских искусств» было открыто: на открытии присутствовал губернатор Калифорнии Рональд Рейган.
В начале 1970-х годов центр оказался в глубоком финансовом кризисе — в основном, из-за масштабных затрат на строительство. В 1972 году совет попросил правительство превратить центр в государственную корпорацию: был даже составлен законопроект, согласно которому постоянную поддержку центру предлагалось осуществлять за счет государственной субсидии в размере, эквивалентном 5 % от собираемого налога с развлекательного сектора страны. Законодательный акт встретил сильную оппозицию и не был принят. Однако, после объявления военного положения 23 сентября 1972 года, конгресс страны был фактически распущен и президент Маркос подписали указ № 15 — модифицированный вариант предложенного законопроекта. Указ также расширял роль центра: вместо места проведения представлений, он становился особым агентством, направленным на продвижение и развитие искусства и культуры страны. В том же году была учреждена специальная национальная премия для артистов и был основан филармонический оркестр (сегодня — Филиппинский филармонический оркестр).
Центр продолжал развиваться в 1970-е годы; на его территории возводились новые здания. Манильский киноцентр, построенный в 1981 году специально для Манильского международного кинофестиваля, стал «печальным» примером: конструкция, разработанная Фройланом Хонгом, строилась в соответствии со строгим графиком работ, требовавшим 4000 рабочих, занятых в три смены (24 часа в сутки); 17 ноября леса обрушились и многие строители погибли в быстросохнущем бетоне. Несмотря на это, строительство продолжилось и здание было официально сдано примерно за 15 минут до начала кинофестиваля.
В январе 2018 года президент Родриго Роа Дутерте назначил «Мисс Вселенную» Марию Маргариту Рохас Моран-Флоирендо членом попечительского совета Культурного центра Филиппин, а уже в апреле того-же года она была избрана его председателем.

### Национальный центр искусств
Культурный центр Филиппин управляет Национальным центром искусств, расположенном в отдельном комплексе на площади в 13,5 га — в заповеднике Макилинг-форест в муниципалитете Лос-Баньос (провинция Лагуна). В комплексе находится и филиппинская школа искусств, частью которой является аудитория под открытым небом (крытая масштабной пирамидальной крышей), вмещающая до 1800 человек. Галерея проводит временные выставки — в том числе и произведений современного искусства, созданного местными авторами. Так в 2014 году здесь прошла персональная выставка выпускника школы Марка Энди Гарсии (род. 1984) «Mark Andy Garcia — Passage Of Time».